# 欧文斯坦利山脉
（一作欧文·斯坦利山脉:21，又譯欧文·斯坦利岭）是巴布亞新幾內亞的山脈，位於新幾內亞最東端，屬於俾斯麥山脈的一部分，長300公里、寬40至115公里，最高點海拔高度4,038公尺。